# 上海浦东香格里拉大酒店

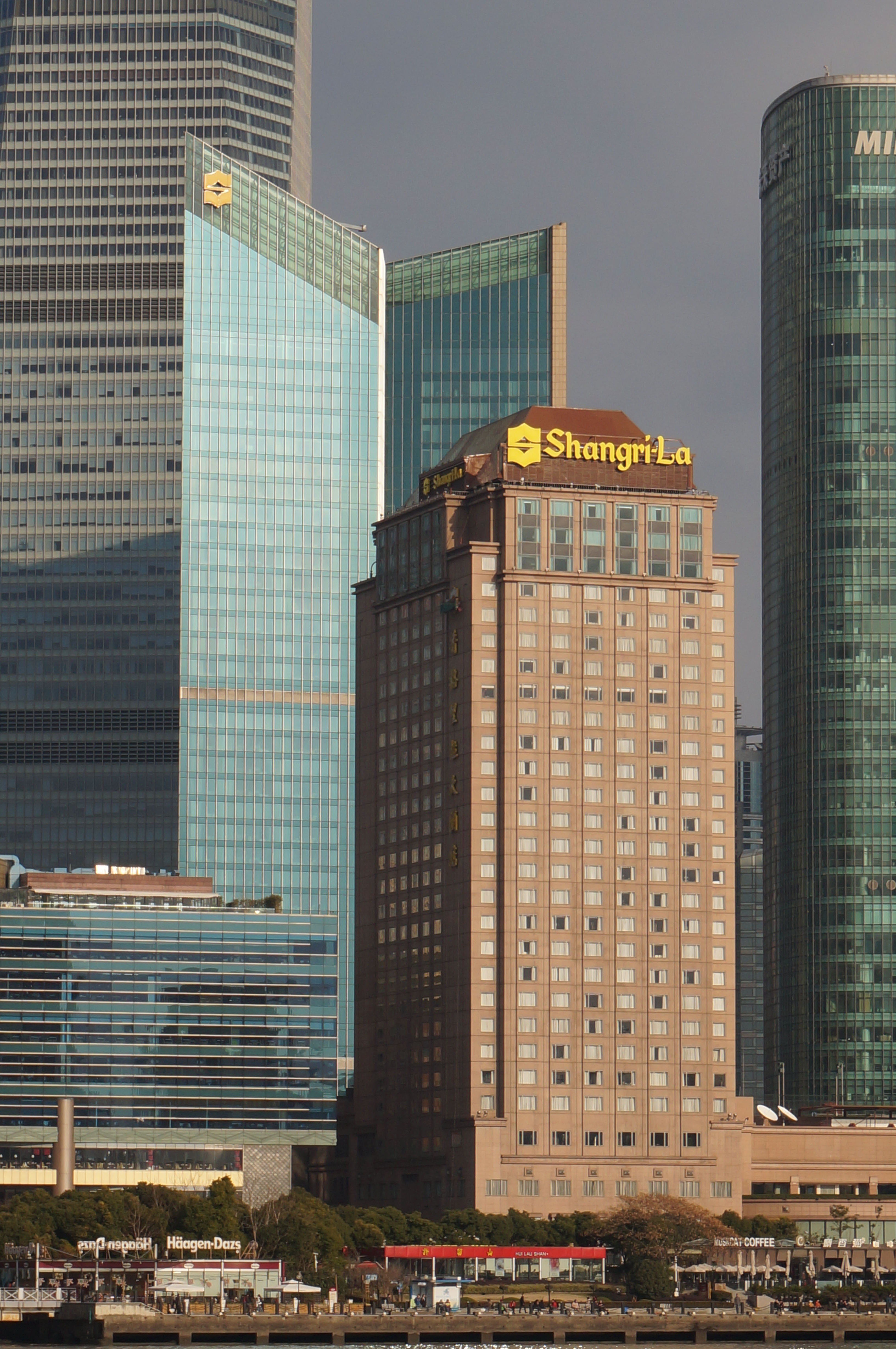
前方为浦江楼；后方为紫金楼

上海浦东香格里拉大酒店（Pudong Shangri-La, East Shanghai）是座落于上海陆家嘴的一間香格里拉酒店集團旗下的五星级酒店。其位于浦东富城路33号，地处陆家嘴金融中心，毗邻上海正大广场。酒店由两栋楼组成，分别为浦江楼与紫金楼。浦江楼于1998年8月开业拥有577间客房，包括27间套房，并在2009年进行了翻修。紫金楼共36层，于2005年9月开业,拥有375间豪华客房，包括36间套房。上海浦东香格里拉拥有950间优雅精致的客房与套房，面积约从39平方米到203平方米不等。可以欣赏外滩及黄浦江的迷人风光，或陆家嘴高楼大厦的都市繁华。酒店在开业时，是浦东陆家嘴地区的首家奢华酒店。

## 酒店設施
酒店在浦江楼与紫金楼都设有为商务客人提供贵宾服务的豪华阁。酒店同时有健身室、游泳池、桑拿及按摩設施、“气”Spa和网球场等康乐设施。在餐厅方面，酒店拥有7家餐厅、4间酒吧。中式餐厅有以粤菜为主打的福临门、以本帮菜等为主打的桂花楼；日式餐廳则有滩萬日本料理及寿司餐厅。翡翠36酒吧位于紫金楼36层，可在此欣赏到上海浦江两岸景色。

## 參看
- 香格里拉酒店集團
- 上海静安香格里拉大酒店
- 上海浦东嘉里大酒店

## 外部連結
上海浦东香格里拉大酒店网址（页面存档备份，存于）